# 竹下站

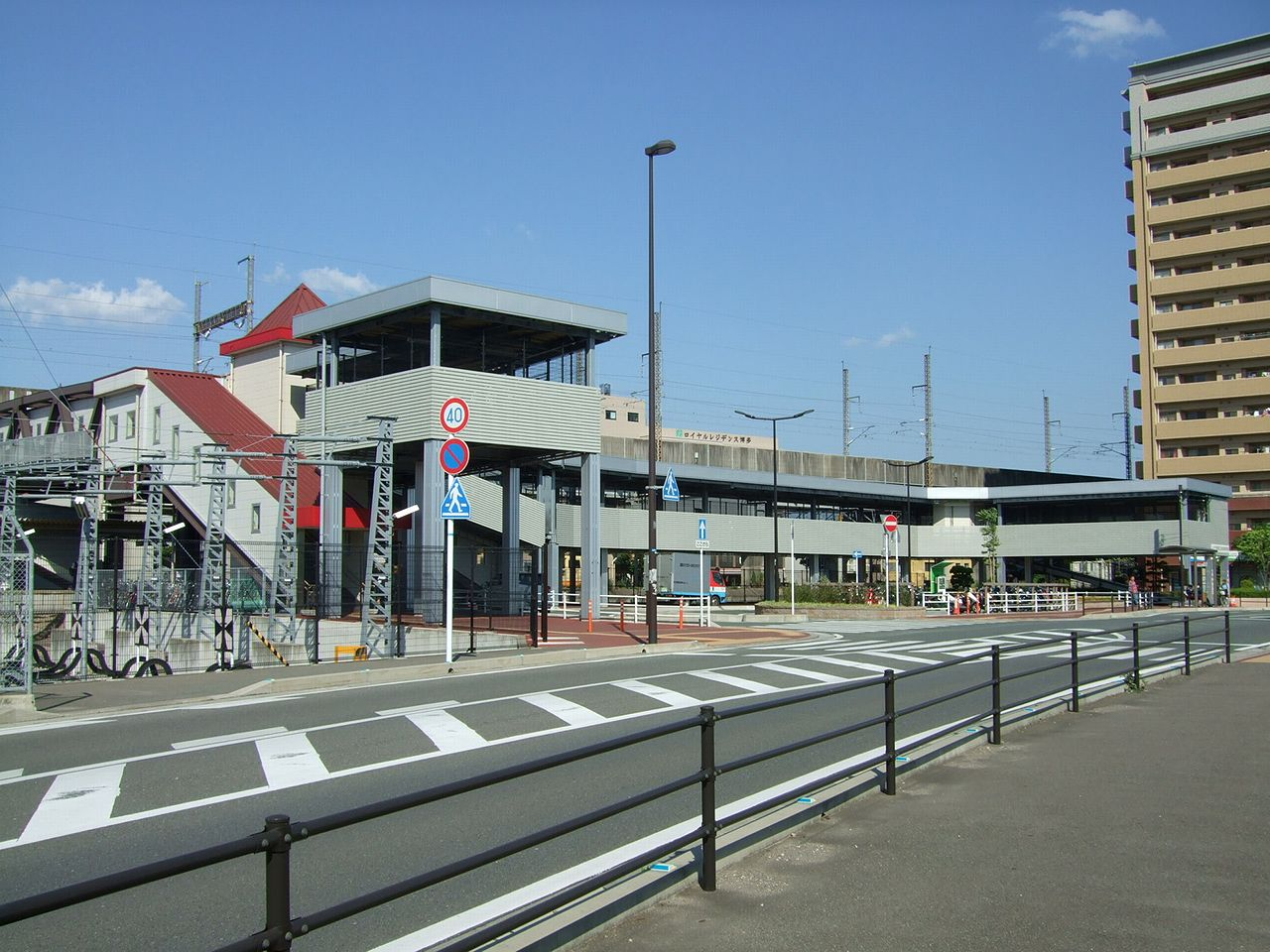
西出口

竹下站（日语：／ Takeshita eki */?）是位於福岡縣福岡市博多區竹下四丁目，九州旅客鐵道（JR九州）的鹿兒島本線車站。車站編號為JB01。

## 歷史
- 1913年（大正2年）9月21日 - 鐵道院車站啟用。
- 1973年（昭和48年）3月 - 第二代車站大樓落成啟用。
- 1987年（昭和62年）4月1日 - 伴隨國鐵分割民營化，車站由九州旅客鐵道（JR九州）營運[1][2]。
- 2005年（平成17年）10月1日 - 實施時間表修正，通過線開始使用。
- 2009年（平成21年）3月1日 - 此站可以使用IC卡「SUGOCA」[3]。
- 2011年（平成23年）8月21日 - 車站月台南邊發生龍捲風，使西出口通道（建設中）的支架倒塌，上行通過線不能通行。部分月台上蓋飛走。沒有列車、乘客受損受傷。
- 2011年（平成23年）11月15日 - 西出口通通開通[4]。
- 2013年（平成25年） - 西口前的站前廣場和停泊單車場開始使用（站前廣場是在3月15日，停泊單車場是在4月1日開始使用）[5]。

## 車站構造
車站是一座設有跨站式站房的地面車站，設有1面2線的島式月台。車站大樓是位於站內東邊，在九州新幹線、博多南線高架橋下。曾經車站只有東邊出入口，在2011年開設車站西側出入口。在2013年，站西出口前開設站前廣場。
2005年（平成17年）10月1日實施時間表修正後，在月台外側新設上下行線通過線，該通過線成為本線。在車站西邊設有博多運輸區（竹下氣動車區、現時為南福岡車輛區竹下車輛派出），設有多架車輛出入廠。車站旁設有博多南線，與鹿兒島本線並行，在車站南方跨越鹿兒島本線。車站入口的揚聲器中，毎日早上8時（『雪绒花』）、中午（『鐵道工作之歌』）和下午6時（『晚霞漸淡』）會播放音樂，以作報時之用。
月台曾經可容納12卡車廂，但是由於上述加設通過線，現時只可容納9卡車廂。
此站是由JR九州服務支援管理的業務委託車站，設有綠色窗口和自動閘機。車站可以使用「SUGOCA」IC卡。另外，此站位於JR特定都區市內制度中，「福岡市內」的車站。

### 月台
| 月台 | 路線       | 上下行 | 方向                     |
| ---- | ---------- | ------ | ------------------------ |
| 1    | 鹿兒島本線 | 上行   | 博多、小倉方向           |
| 2    | 鹿兒島本線 | 下行   | 久留米、大牟田、佐賀方向 |

## 使用狀況
在2018年（平成30年）度，1日平均乘車人次為8,580人。
| 年度               | 1日平均 乘車人次 |
| ------------------ | ---------------- |
| 1987年（昭和62年） | 3,408            |
| 1988年（昭和63年） | 3,986            |
| 2011年（平成23年） | 5,656            |
| 2012年（平成24年） | 5,948            |
| 2013年（平成25年） | 6,656            |
| 2014年（平成26年） | 6,999            |
| 2015年（平成27年） | 7,540            |
| 2016年（平成28年） | 7,897            |
| 2017年（平成29年） | 8,350            |
| 2018年（平成30年） | 8,580            |

## 車站周邊
車站位於博多區西南方，接近南區邊界。
東出口側
設有與鹿兒島本線並行的竹下通。站前的竹下通設有商店街。而車站周邊為住宅區。
- 朝日啤酒博多工廠、朝日啤酒園博多店 - 車站北邊。曾經設有連接該工廠的專用線，現時改為使用卡車運送。
- 西鐵商店（日语：西鉄ストア）竹下店
- 沖學園中學·高等學校（日语：沖学園中学校・高等学校）
- 那珂八幡宮・那珂八幡古墳（日语：那珂八幡古墳）
- 沖學園玉水幼稚園
- 皇家控股（日语：ロイヤルホールディングス）總部
- 博多松榮軒（日语：博多松栄軒） - 位於車站南邊平交道附近(位於新幹線高架下/前北九州站便當（日语：北九州駅弁当）博多工房遺址)
- 山口油屋福太郎（日语：山口油屋福太郎）總社工場 - 站南側（在南區內）
- 福岡機場 - 此站距離國際線航廈東北約2.5公里。但是沒有巴士路線連接機場。在福岡機場（板付基地）設有駐日美軍駐守時期，此站曾經設有連接基地的專用線。

西出口側
設有與鹿兒島本線並行的那珂川，西出口的河流段在越過橋後進入南區。西出口周邊為住宅區。西鐵大橋站及南區分所等位於南區中心的設施距離車站西出口約1公里左右。
- 福岡市南區公所
- 福岡縣南警署（日语：南警察署 (福岡県)）
- 福岡市南消防署
- 公立學校共濟組合九州中央醫院（日语：公立学校共済組合九州中央病院）
- 九州大學大橋校園
- 第一藥科大學
- 福岡第一高等學校、第一藥科大學付層高等學校（日语：第一薬科大学付属高等学校）
- 西鐵天神大牟田線 大橋站

## 巴士路線
在東出口前設有西日本鐵道（西鐵巴士）「竹下」巴士站，西出口前設有「竹下站西出口」巴士站。（路線資料截至2020年3月21日）
- 竹下巴士站
  - ■ 46
    - 站南二丁目 → 博多站 → 運河東大廈（日语：キャナルシティ博多）前 → 天神 → Bayside Place博多埠頭（日语：ベイサイドプレイス博多埠頭）（部分以博多站、天神為終站）

  - ■ 46
    - 井尻入口 → 井尻六角 → 福岡女學院（前往福岡女學院的班次只有平日2班。其他班次以井尻六角為終點站）
    - 竹下營業所

  - ■ 46-1
    - 井尻站北 → 井尻六角 → 精華女子短大前 → 南福岡站 → 雜餉隈車廠（日语：西日本鉄道雑餉隈自動車営業所）（雜餉隈車廠只有平日運行。部分以井尻六角為終點站）
    - 井尻站北 → 井尻六角 → 福岡德洲會醫院
- 竹下站西口巴士站
  - ■ 48-1
    - 美野島南公園前 → 松下（日语：パナソニック システムネットワークス）前 → 美野島一丁目 → 博多站 → 國際中心（日语：福岡国際センター）、太陽宮前 → 博多埠頭

  - ■ 48-1
    - 西鐵大橋站 → 三宅本町 → 老司團地

## 相鄰車站
九州旅客鐵道
鹿兒島本線
■快速（平日早上只有部分列車停站）、■區間快速（只有部分列車停站）、■普通
博多（00）－竹下（JB01）－笹原（JB02）

## 注腳
1. ↑  『交通年鑑 昭和63年版』 交通協力會，1988年3月。
2. ↑  今村都南雄 『民営化の效果と現実NTTとJR』 中央法規出版，1997年8月。ISBN 978-4805840863
3. ↑  . 交通新聞 (交通新聞社). 2009-03-03: 1.
4. ↑  竹下駅西口通路の開通のお知らせPDF - 福岡市道路下水道局，2011年11月22日
5. ↑  竹下駅西口広場・駐輪場が完成します！PDF - 福岡市道路下水道局，2013年3月1日
6. ↑   (PDF). 九州旅客鐵道.   [2018-07-13]. （原始内容存档 (PDF)于2019-12-06）.
7. ↑  ふくおかデータウェブ 九州旅客鉄道駅別乗車人員 （页面存档备份，存于） - 福岡縣
8. ↑  在都市計劃上，該用地為「準工業地域」，參考：.   [2017-07-10]. （原始内容存档于2016-11-11）.

## 外部連結
- 竹下（車站資訊） - 九州旅客鐵道